# Hans Fraenkel
Hans Fraenkel (* 12. Juni 1888 in Hamburg; † 25. Juli 1971 in Zürich) war ein deutscher Journalist und Schriftsteller.

## Leben
Fraenkel kam als zweites von drei Kindern des Mediziners Eugen Fraenkel (1853–1925) und seiner Ehefrau Marie, geb. Deutsch, (1861–1944) zur Welt. Er war Korrespondent der Deutschen Allgemeinen Zeitung und verschiedener österreichischer und tschechischer Zeitungen in Italien. Aufgrund der nationalsozialistischen Verfolgung wegen seiner jüdischen Herkunft emigrierte er 1938 nach Frankreich. Er wurde im Gefangenenlager Les Milles interniert. Über den Seelsorger Henri Manen stand er in Verbindung mit Pfarrer Adolf Freudenberg und baute im Lager die protestantische Gemeinde mit auf.
Nach Ende des Zweiten Weltkriegs ging er die Schweiz, wo er als Journalist und Schriftsteller tätig war.

## Ehrungen
- 1965: Verdienstkreuz 1. Klasse der Bundesrepublik Deutschland

## Veröffentlichungen
- Die Deportation der Juden aus der unbesetzten Zone (21. August 1942). In: Frankreichs deutsche Emigranten. Texte und Erinnerungen an Jacques Grandjonc (1933–2000). Hrsg. von Doris Obschernitzki. Hentrich & Hentrich, Teetz 2000. ISBN 3-933471-36-2, S. 211–220.